# Бульвар Штефан чел Маре
Бульвар Штефан чел Маре (рум. Bulevardul Ștefan cel Mare și Sfânt, буквально «Бульвар Стефана Великого и Святого»), или проспект Стефана III Великого — главная улица города Кишинёва, столицы Молдавии, расположенная в секторе Центр. Протяжённость проспекта — 3.8 километра. Назван в честь молдавского господаря Стефана III Великого.
Проспект Штефана чел Маре начинается от площади Свободы, продолжая бульвар Негруци и заканчивается на площади Дмитрия Кантемира, к которой также примыкают улицы Каля Ешилор, Иона Крянгэ и Х. Коандэ. В центре проспекта располагается центральная площадь города — Площадь Великого Национального Собрания.

## История

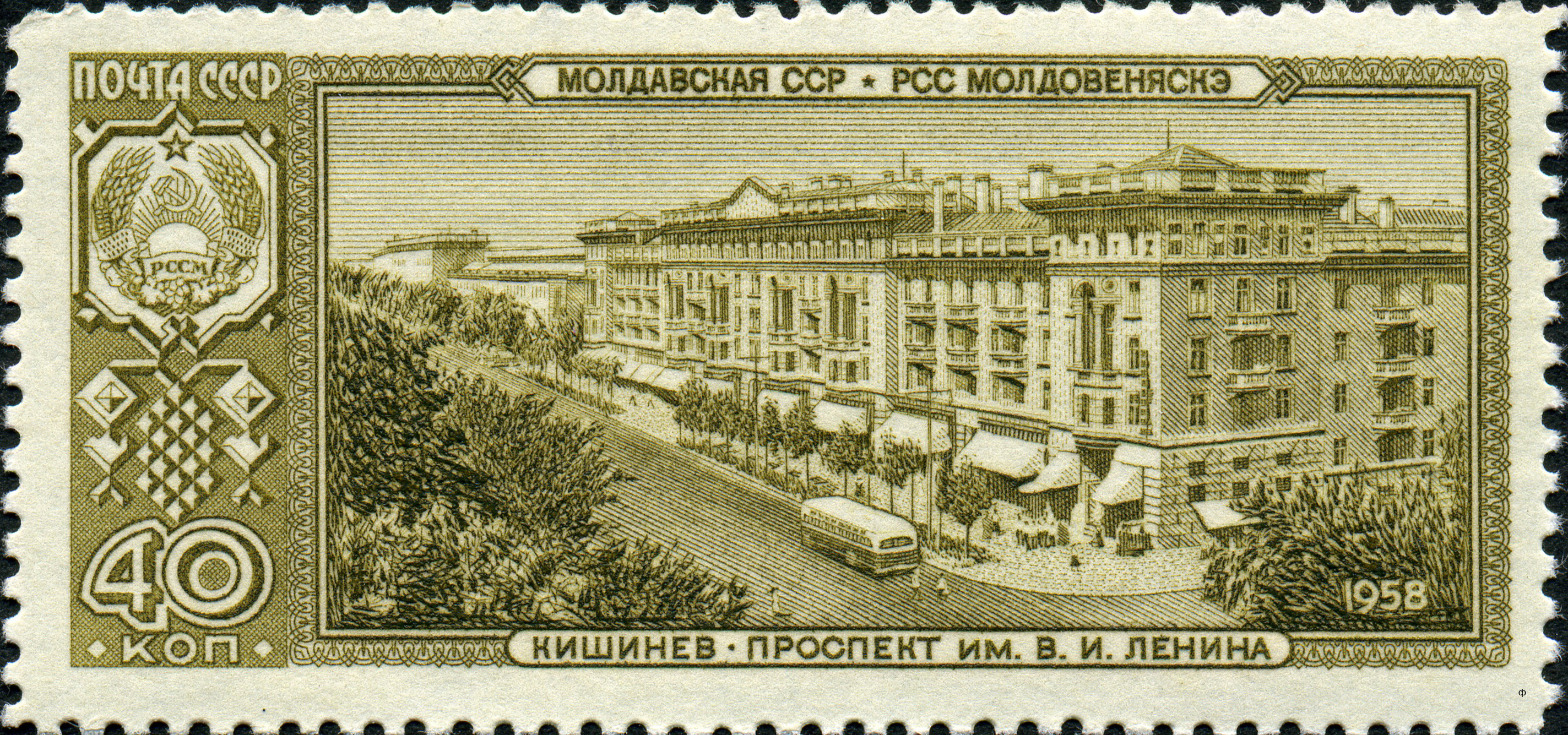
Почтовая марка СССР. Кишинёв. Проспект им. В. И. Ленина

Первоначально данная улица была дорогой вдоль военного лагеря русской армии, располагавшегося вблизи границ старого города с 1789 года. Начало застройки улицы датируется 1817 годом. Интенсивное строительство на улице развернулось в 1834 году, после утверждения генерального плана строительства Кишинёва. В начале XIX века улица носила название Миллионная.
В сороковых годах XIX века улицу переименовывают в Московскую. Это название просуществовало до 1877 года. После чего она была вновь переименована — в улицу Александровскую. Так улица называлась до 1924 года.
Вдоль улицы были построены наиболее важные здания города: городская управа (ныне городская примария), городской банк (ныне Органный зал), митрополия (1818), епархиальный дом, Вторая мужская гимназия (все три здания не сохранились), церковь мужской гимназии (в советское время в ней располагался городской планетарий, сейчас она является действующей), больница (в настоящее время — Инфекционная клиническая больница имени Тома Чорбы) и другие строения.
На протяжении улицы располагались все важные площади центральной части Кишинёва: Чуфлинская торговая площадь, площадь с гостиным двором (красные ряды), Соборная площадь. В начале XX века здесь проводилось много рабочих демонстраций.
Во время нахождения Бессарабии в составе Румынии улица была вновь переименована. С 1924 до 1944 года она была разделена на две части: одна из них сохранила прежнее название — улица Александровская (от Площади Свободы до пересечения с улицей Армянской). Вторая (от пересечения с улицей Армянской до Военного Госпиталя) получила название бульвара Короля Карола II. В это время на улице проходили ряд выступлений и забастовок (Политическая забастовка и антивоенная демонстрация 1 августа 1929 года, Демонстрация трудящихся Кишинёва за воссоединение с Советской Родиной 24 января 1930 года и другие события).
После присоединения Бессарабии к СССР 3 июля 1940 года на улице прошёл первый парад советских войск с участием Жукова. Во время сражений за освобождение города батальон под командованием Алексея Бельского первым ворвался в центр Кишинёва и вечером 23 августа 1944 года поднял советский флаг на развалинах дома на перекрёстке улиц Ленина и Гоголя (сейчас проспекта Штефана чел Маре и улицы Митрополита Гавриила Бэнулеску-Бодони).
В 1944 году улица на всём её протяжении стала называться улицей Ленина, а с 1952 по 1990 называлась проспектом Ленина.
После Великой Отечественной войны на улице велась активная застройка и реставрация, были восстановлены многие разрушенные дома. В 1947—1949 годах выдающийся советский архитектор Алексей Викторович Щусев разработал генеральный план по реконструкции и строительству Кишинёва. План предусматривал восстановление старых зданий и постройку новых, как жилых, так и административных и общественных зданий, а также строительство промышленных зон, новых улиц, площадей и парков. По этому плану улица (позже проспект) Ленина сохранял роль центрального проспекта города и должен был быть соединён с Привокзальной площадью (в настоящее время проспект Штефана чел Маре соединяется с Привокзальной площадью через бульвар Негруцци и бульвар Гагарина).

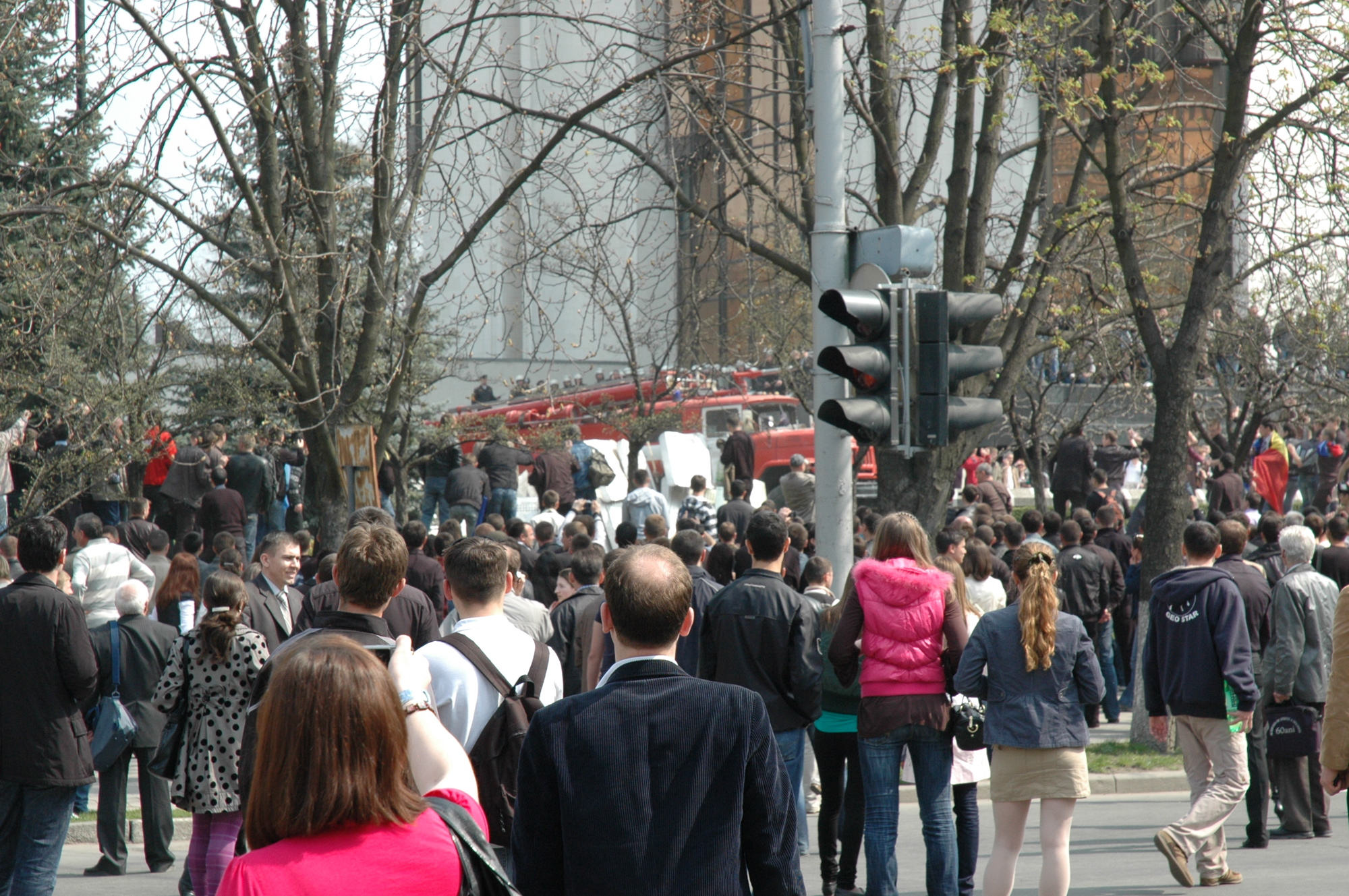
Митинг на проспекте в 2009 году

- 10 ноября 1989 года, в День милиции произошёл погром здания Министерства внутренних дел Молдавии, находящегося на проспекте[6].

В 1990 году проспект Ленина получил своё нынешнее название — проспект Штефана чел Маре.
В 2002 и 2003 годах проспект Штефана чел Маре стал местом, которое избрала для своих антиправительственных митингов оппозиционная к имевшей тогда большинство в Парламенте коммунической партии ХДНП (христианско-демократическая народная партия) во главе с её лидером Юрие Рошкой. Митингующие разбивали на проезжей части проспекта палаточный городок и устанавливали сцену для выступлений. В митингах принимали участие по нескольку тысяч человек.
В 2009 году в апреле проспект стал свидетелем нового инцидента, связанного с выборами в Парламент Республики Молдова. После объявления их итогов, толпа, поддерживающая тогдашнюю оппозицию и не согласная с решением избирательной комиссии, перекрыла проспект Штефана чел Маре, ворвалась в здания Парламента и Президентский дворец и разгромила их.

## Проспект Штефана чел Маре в наши дни
На проспекте Штефана чел Маре в настоящее время располагаются:

### Государственные учреждения
- Президентский дворец (проспект Штефан чел Маре, 154; построен в 1990 году, архитектор Ю. Туманян[10]);
- Здание Парламента[11] (проспект Штефана чел Маре, 105; построено в 1976 году, архитекторы А. Черданцев и Г. Босенко[12]);
- Городская Примария (проспект Штефана чел Маре, 83; построена в 1902 году, архитекторы М. Эллади и А. Бернардацци);
- Здание правительства Республики Молдова (Площадь Национального Собрания, 1; архитектор С. Фридлин, 1964 год[13]);
- Здание Министерства внутренних дел (проспект Штефан чел Маре, 75)[14][15].

### Дипломатические представительства
- Посольство Российской Федерации в Республике Молдова (проспект Штефана чел Маре, 153)[16];
- Посольство Венгрии в Республике Молдова (проспект Штефана чел Маре, 131)[17].

### Учебные заведения
- Технический Университет Молдовы (проспект Штефана чел Маре, 168)[18];
- Медицинский университет «Н. Тестимициану» (проспект Штефана чел Маре, 165). Здание является памятником архитектуры начала XX века (архитектор Михаил Чекеруль-Куш, 1905 год). Изначально было построено как военный лазарет. В 1950 году сюда был переведён организованный в 1945 году Медицинский институт[19].

### Научные учреждения

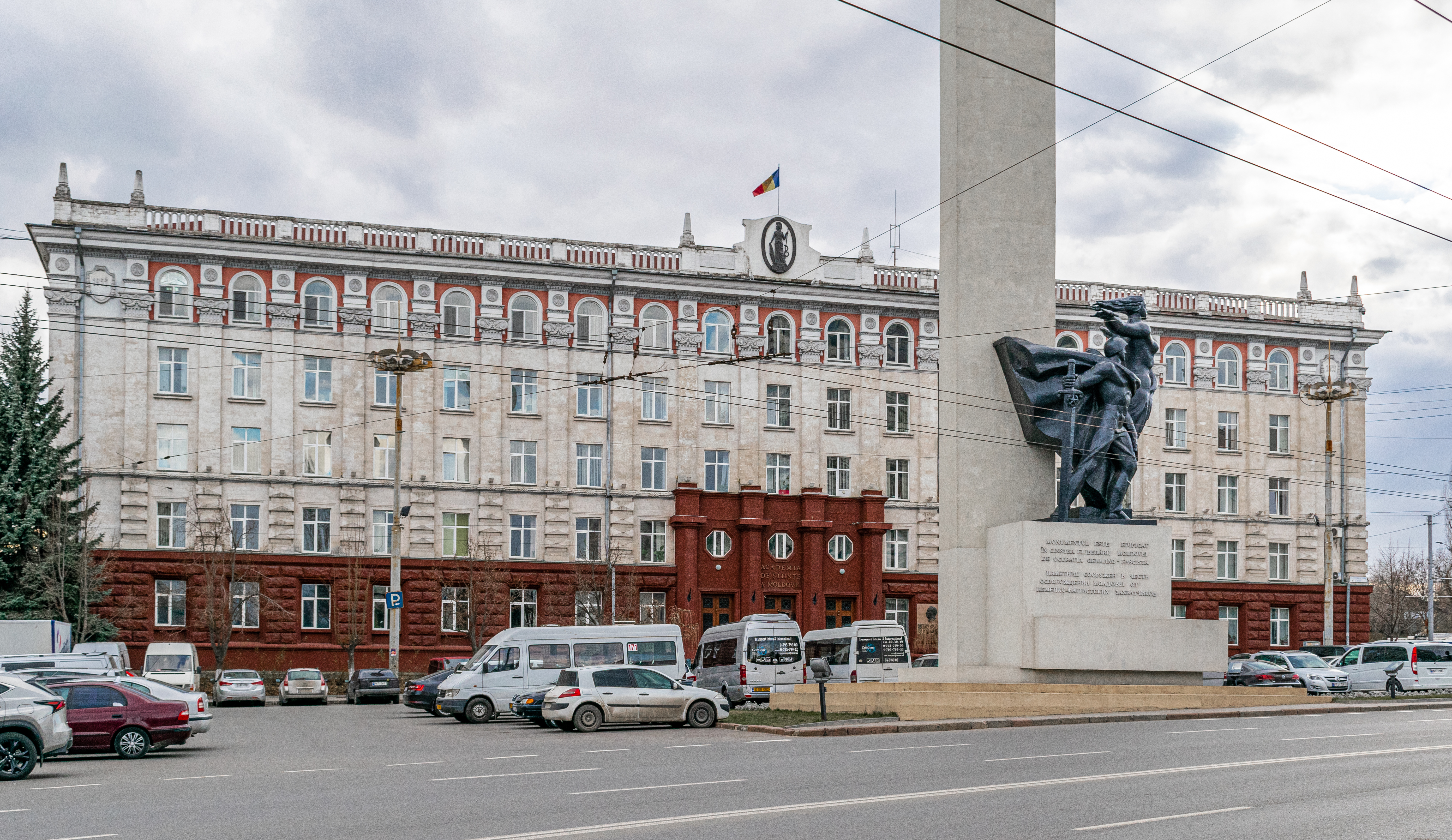
Академия наук Молдавии

Академия наук Молдавии. Расположена в самом начале улицы (проспект Штефана чел Маре, 1). Построена в пятидесятые годы архитектором Валентином Медником. После распада СССР здание было реконструировано и перекрашено, с него была сбита советская символика и установлена новая эмблема АНМ.

### Учреждения связи

#### Главпочтамт
Находится на углу проспекта Штефана чел Маре и улицы Влайку Пыркэлаб (проспект Штефана чел Маре, 134; архитектор Валентин Медник). «Прототипом» здания послужил Московский Главпочтамт на Тверской улице. До землетрясения 1976 года главный вход почтамта украшал стеклянный глобус.

#### Центральный офис «MOLDTELECOM»
Комплекс зданий “Moldtelecom” (проспект Штефана чел Маре, 12) это образец советского модернизма, построенный в 1983 году заслуженным архитектором Республики Молдова Владимиром Шалагиновым, при участии арх. А. Киреева, Н. Дорофеева, С. Мухина. 

### Достопримечательности

#### Гостиница «Националь»

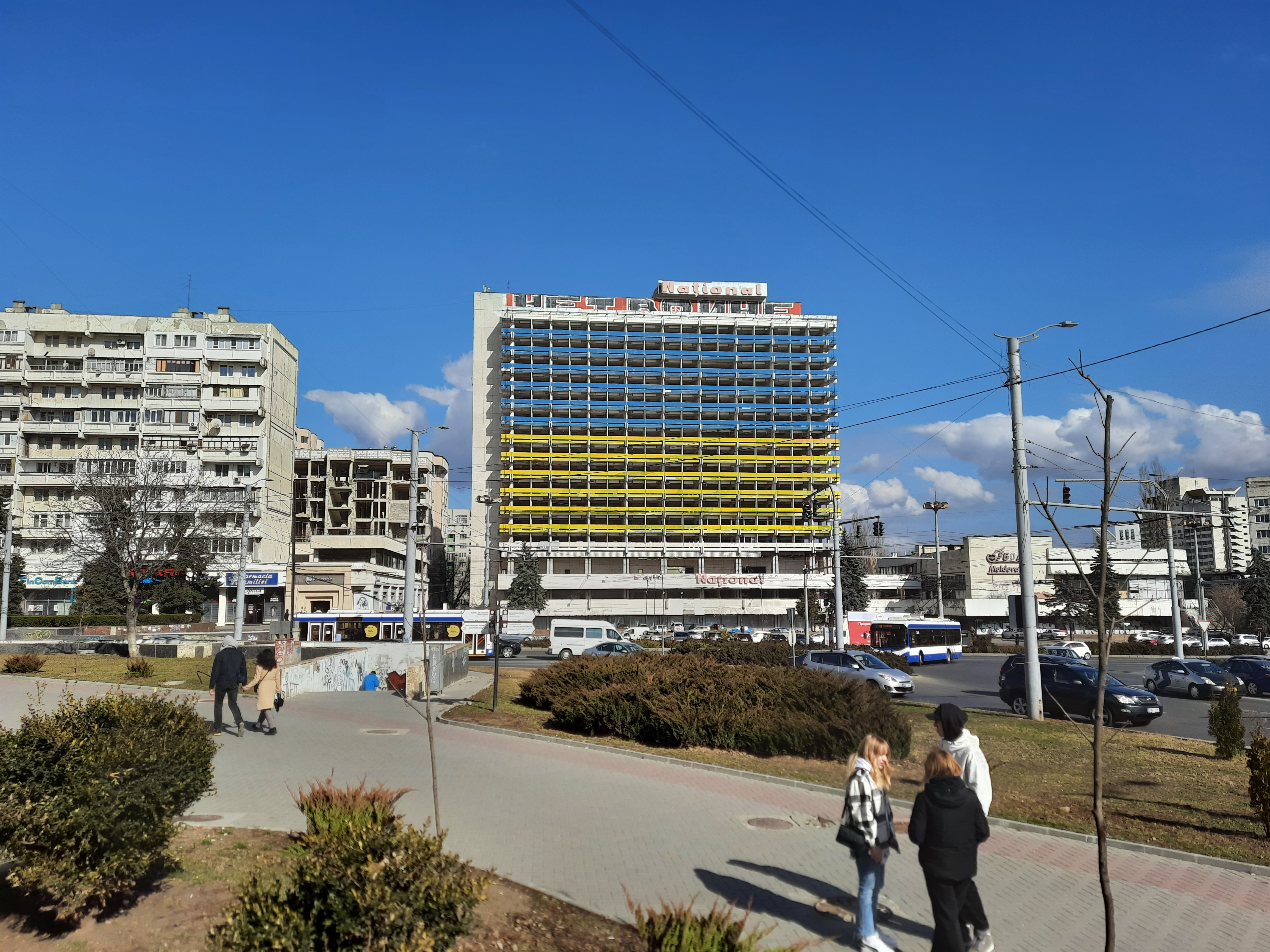
Гостиница «Националь»

Одно из зданий современной архитектуры (проспект Штефана чел Маре, 4; архитекторы В. Шалагинов и А. Горбунцов, 1978 год). Представляет собой семнадцатиэтажное здание прямоугольной формы. В составе комплекса зданий гостиницы было построено здание ресторана, округленное с одной из сторон и связанное с основным корпусом гостиницы переходом. Изначально называлась гостиницей «Интурист». Считалась одной из самых престижных гостиниц Кишинёва, в ней был достаточно высокий уровень сервиса. В 2000 году было признано устаревшим. Было представлено несколько проектов реконструкции, ни один из которых не был доведён до конца. В 2007 году было объявлено о сносе здания и строительстве на его месте нового. Тем не менее, в итоге было принято решение реконструировать здание, покрыв его фасад сплошной стеклянной панелью. Здание ресторана при этом будет разобрано. Реконструированный отель будет относиться к категории пятизвёздочной гостиницы.

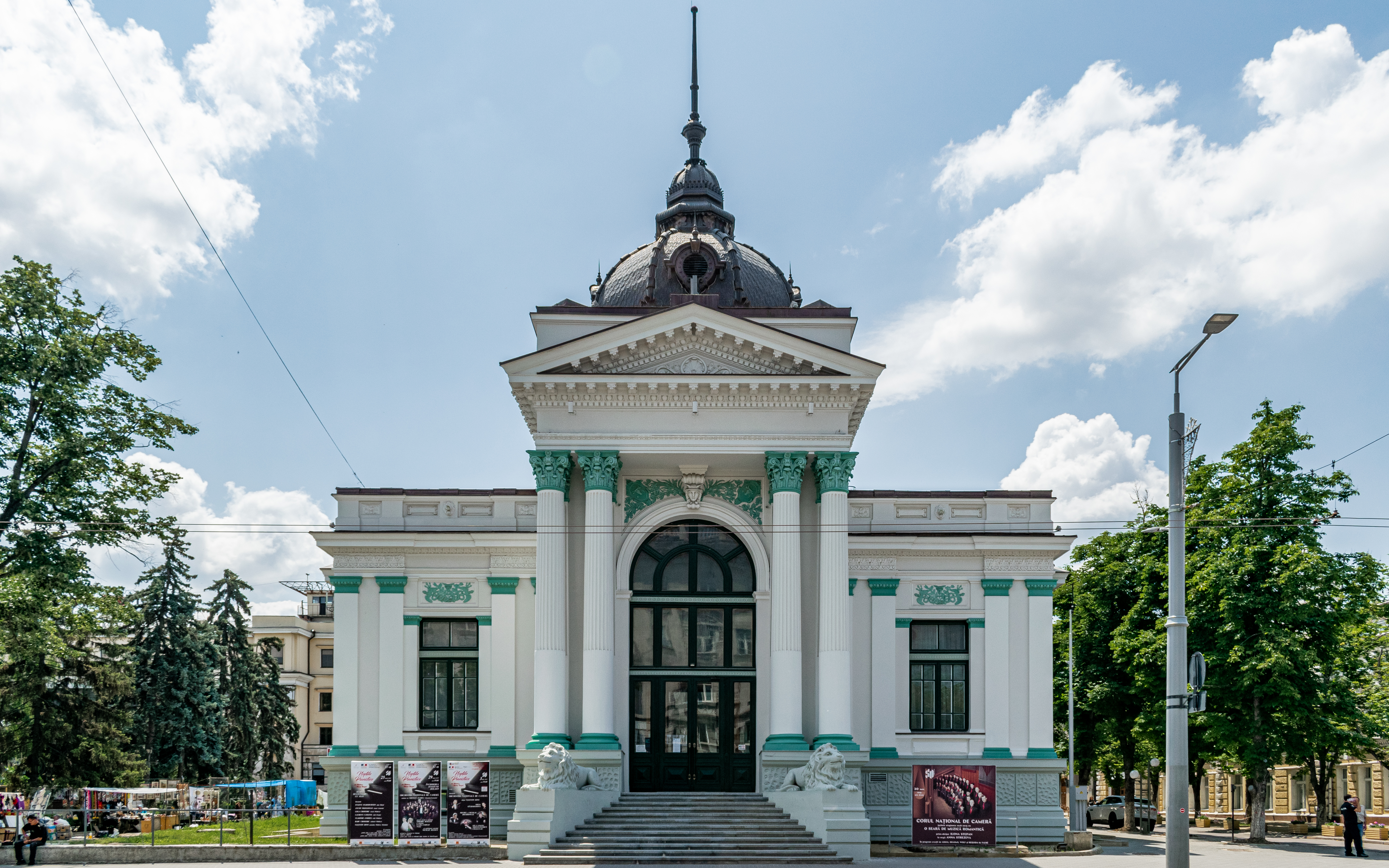
Органный зал

#### Органный зал
Концертный зал (проспект Штефана чел Маре, 81; построен по проекту инженера Михаила Чекеруль-Куша, 1911 год). Вначале в этом здании располагался Городской банк (позже Госбанк СССР). По инициативе Первого секретаря Компартии МССР Ивана Бодюла здание было реконструировано, в 1978 году в нём открылся концертный зал на 555 мест. В зале установлен единственный в Молдове орган производства чехословацкой фирмы «Ригер Клосс». В настоящее время в здании проходят концерты камерной, органной и симфонической музыки, музыкальные фестивали и художественные выставки.

#### Здание Городской управы

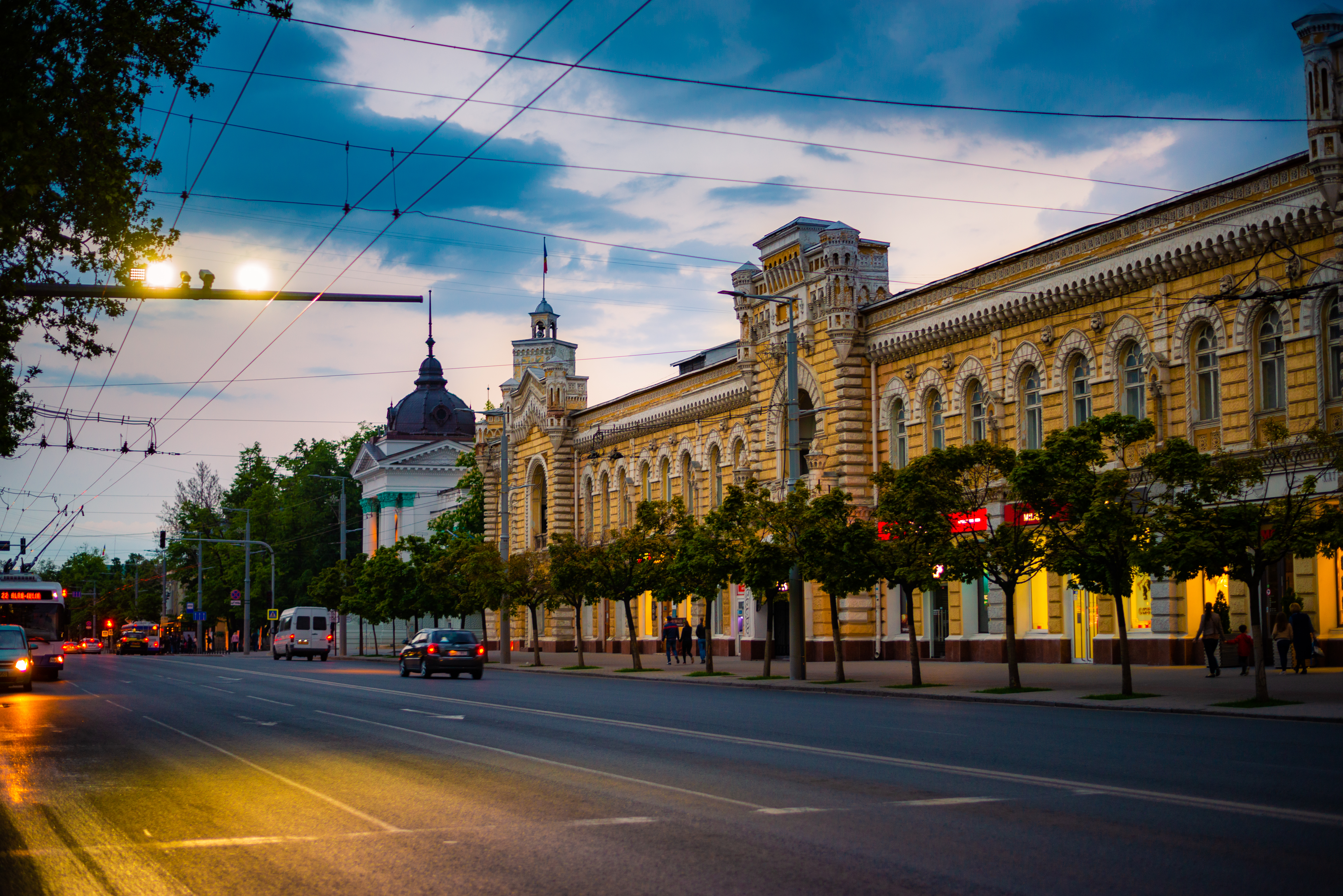
Здание Примарии Кишинёва

Здание построено в 1902 году архитекторами М. Эллади и А. Бернардацци, в честь Бернардацци на стене здания висит мемориальная доска. В настоящее время в этом здании располагается Примария Кишинёва, а также несколько магазинов, в том числе магазин народных промыслов и сувениров «Fantezia». Здание двухэтажное, построено в форме буквы «Г». Вход расположен с угла здания. Над входом расположена башня с часами, выполненная в стиле венецианской готики. Часы с курантами играют каждый час начало мелодии песни молдавского композитора Евгения Доги «Мой белый город, ты — цветок из камня».

#### Триумфальная арка

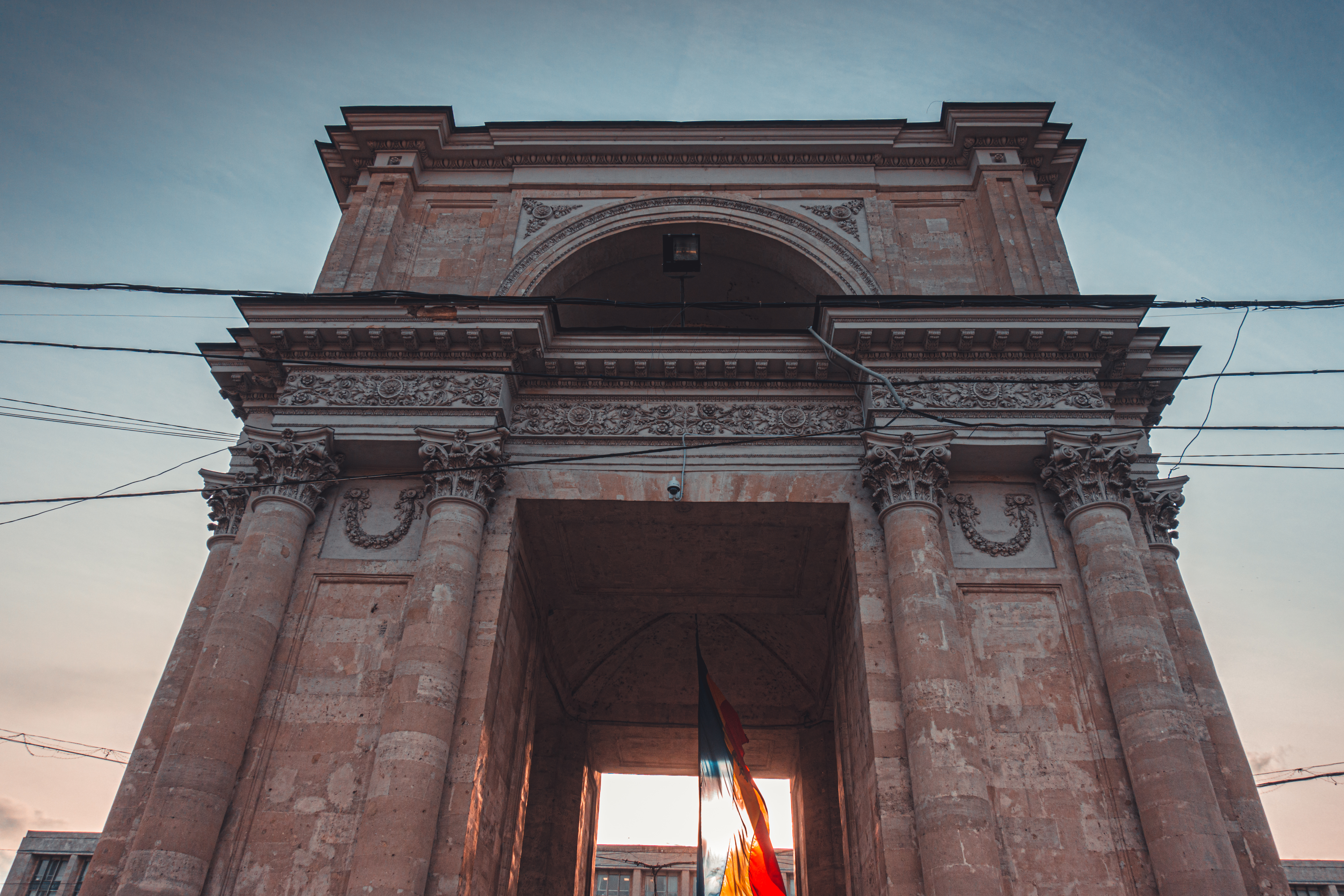
Триумфальная арка

Памятник архитектуры XIX века. Была построена архитектором И. Заушкевичем в 1840 году в честь победы в Русско-турецких войнах. В 1973 году была проведена реставрация.

#### Кафедральный собор
Кафедральный собор (Собор Рождества Христова) был построен по инициативе Митрополита Бэнулеску-Бодони в 1836 году архитектором Авраамом Мельниковым, также была построена и колокольня. Собор сооружён в стиле русского классицизма. Здание центрическое, с четырьмя портиками по шесть колонн по фасадам здания. Храм увенчивает крупный купол на круглом барабане, который прорезан восемью крупными световыми окнами. В 1962 году по распоряжению администрации города была взорвана колокольня. Здание храма было преобразовано в Выставочный зал Министерства культуры МССР. В 1989 году вновь передано церкви. В 1997 году колокольня была восстановлена.

#### Художественный музей

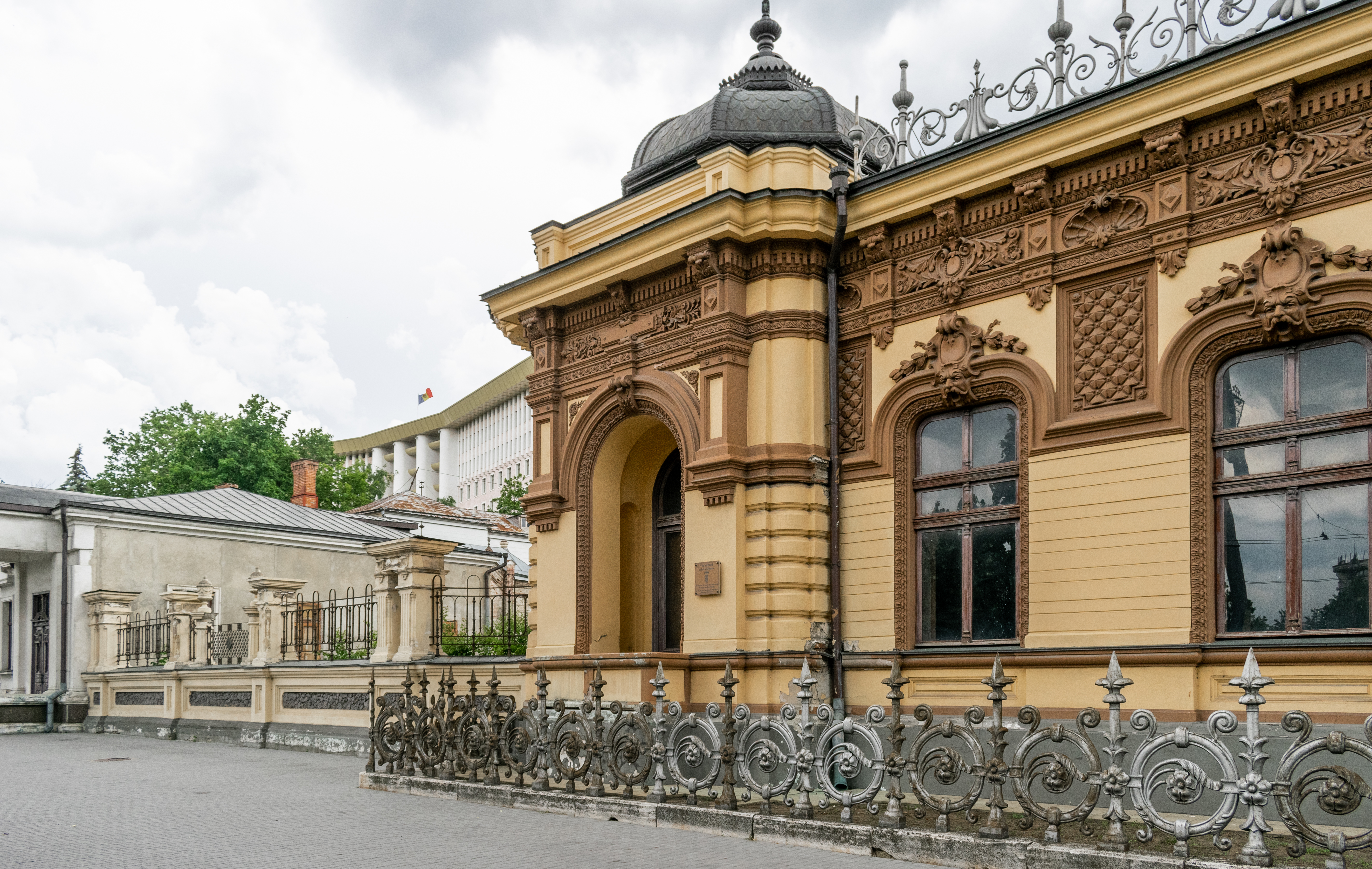
Дом Херца

Это два здания, которые также называются зданиями Клигмана и Херца. Дом Херца (проспект Штефана чел Маре, 115) был построен в 1905 году в стиле барокко. Дом Клигмана (проспект Штефана чел Маре, 113) был построен раньше, в конце XIX века возле дома Херца, архитектура выдержана в неоклассическом стиле. Эти корпуса Художественного музея не работают с конца восьмидесятых годов (экспозиция Художественного музея с 1989 года действует в здании бывшей Женской гимназии на улице 31 августа 1989 года, 115). Были слухи, что оба корпуса продали частным лицам. Многие кишинёвцы считают, что Художественного музея в городе нет. Тем не менее, руководство музея заявляло, что эти корпуса откроются в 2008 году. Этого не произошло, реконструкция зданий закончена не была.

#### Церковь мужской гимназии
Другое название этого храма — Гимназическая церковь Константина и Елены. Была построена в 1902 году архитектором М. Сероцинским. Во время Второй мировой войны церковь не пострадала. В апреле 1962 года храм был перепрофилирован в городской планетарий, при этом неизвестно, куда из него были вывезены иконы и церковная утварь. В начале девяностых годов планетарий сгорел, погибло всё оборудование и все экспонаты. В 1991 году проведена реставрация. Сейчас храм носит название Преображенский собор.

#### Дворец пионеров
Это здание (находящееся по адресу проспект Штефана чел Маре, 169) должно было быть выстроено ещё в семидесятых годах. Как сообщалось в прессе, в 1971 году планировалось начать строительство нового здания Дворца пионеров, а также детской спортивной школы. Строительство было начато, но закончено только после распада СССР. В открывшемся здании располагались бизнес-центр, диско-клуб «OWL». В 2009 году здание было перестроено и в нём был открыт Республиканский центр для детей и молодежи.

### Памятники

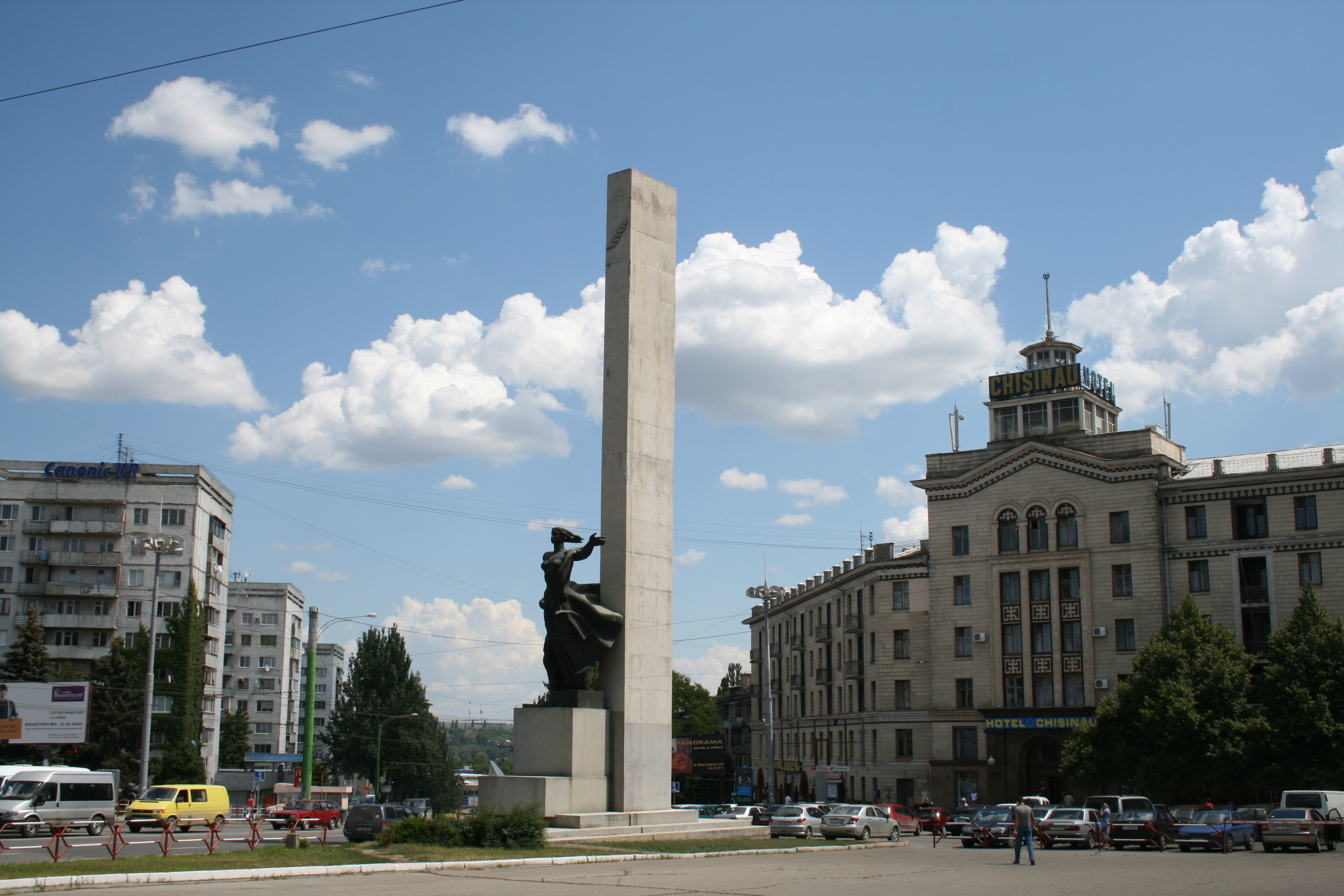
Монумент освободителям от фашистской оккупации

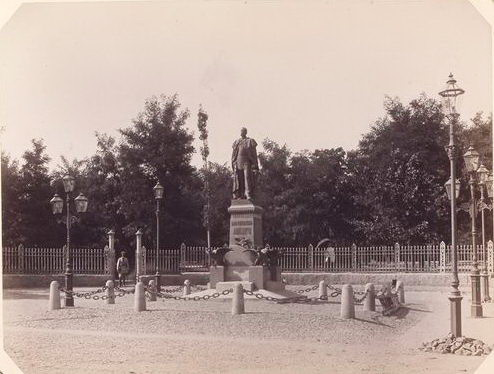
Памятник Александру I

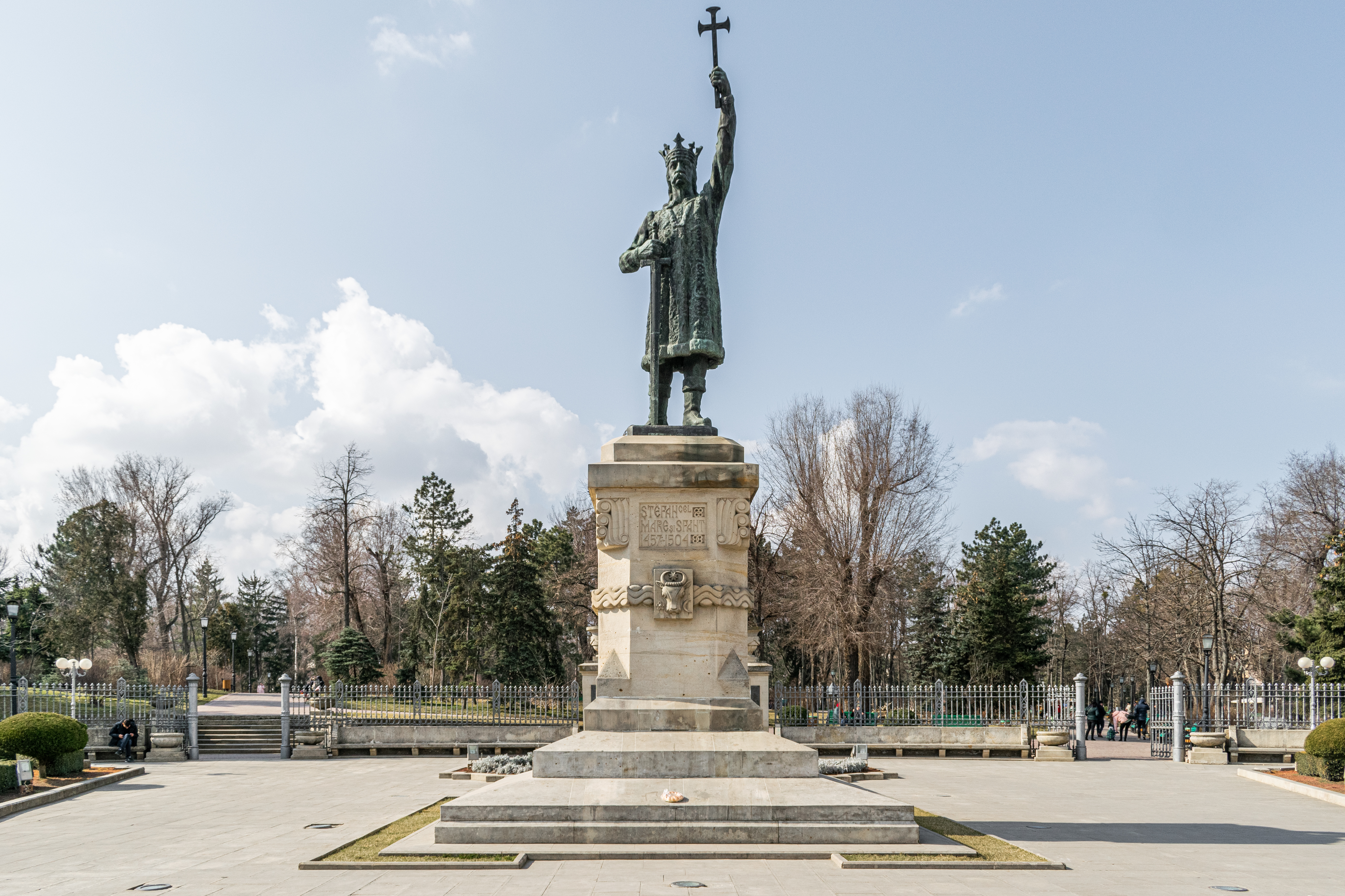
Памятник Стефану Великому

#### Доступные для обозрения в наше время
- Памятник Стефану Великому (на углу улицы Бэнулеску-Бодони и проспекта Штефана чел Маре) — символ столицы Молдовы[37] (1928 год, скульптор Александр Плэмэдялэ).
- Монумент освободителям от фашистской оккупации (находится в центре площади на углу бульвара Негруци и проспекта Штефана чел Маре, напротив Академии наук Республики Молдова)[38].
- Памятник «В память жертв советской оккупации и тоталитарного коммунистического режима» (установлен в самом центре Кишинёва, напротив Триумфальной арки)[39].

#### Перенесённые и уничтоженные

Памятник Марксу и Энгельсу

- Памятник Императору Александру I. Открыт 3 июня 1914 года. Открытие было приурочено к празднованию столетия присоединения Бессарабии к Российской Империи. Памятник был изготовлен итальянским скульптором Л. Ксименесом, открывался при личном присутствии Императора Николая II. В 1918 году по приказу румынских властей памятник был разрушен[40].
- Памятник Владимиру Ильичу Ленину (скульптор Сергей Меркуров, архитекторы А. Щусев и В. Турчанинов). Был открыт 11 октября 1949 года. В 1991 году памятник был демонтирован и перевезён на территорию свободной экономической зоны «Молдэкспо», где доступен для обозрения и в настоящее время.
- Памятник Карлу Марксу и Фридриху Энгельсу (скульптор Лазарь Дубиновский, 1976 год[41]). Изготовлен по уникальному для Молдавии методу выколотки. Статуя делалась вначале из баббита (прочного материала), из которого был сделан макет в натуральную величину. Затем памятник обложили медными листами и с помощью массивных металлических прутьев круглой формы били по меди, пока она не повторила форму макета статуи. Во время подъёма национализма в Молдавии был серьёзно повреждён. Статую разбивали молотками. Этот момент транслировало местное телевидение. 25 августа 1991 года решением властей Молдовы памятник был уничтожен[42].

### Театры

#### Национальный театр оперы и балета Республики Молдова
Здание решено в современном архитектурном стиле (проспект Штефана чел Маре, 152; архитекторы Н. Куренной, А. Горшков, скульпторы В. Новиков, Н. Сажина, Б. Дубровин, Г. Дубровина, 1980 год). В театре, помимо оперных и балетных спектаклей, регулярно проводятся различные концерты и фестивали. С 2002 года на площади перед театром во время проведения крупных футбольных турниров устанавливаются зрительские места и проводится телетрансляция матчей на больших экранах.

#### Национальный Театр имени Михая Эминеску

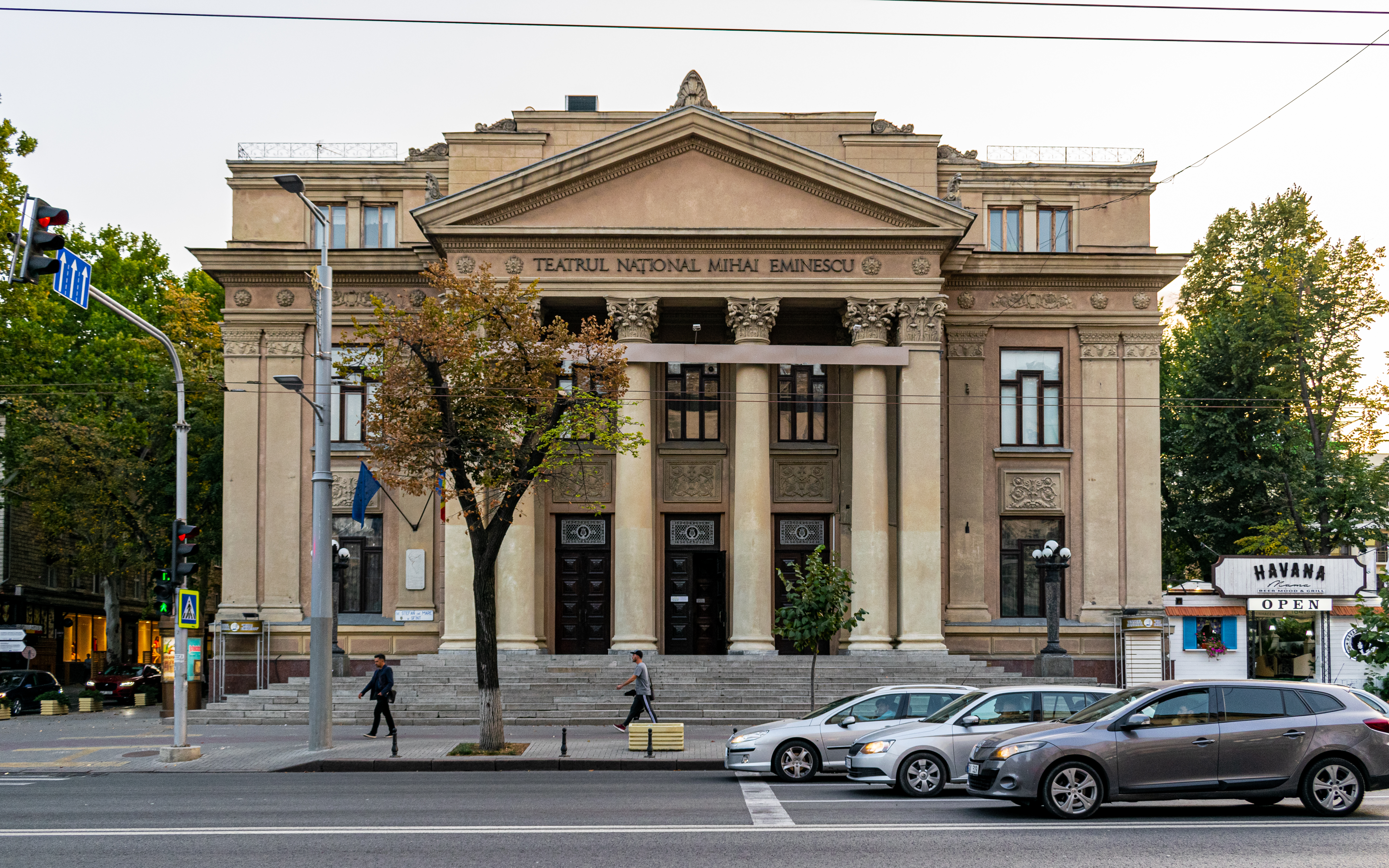
Национальный Театр имени Михая Эминеску

Здание театра было построено в 1954 году (проспект Штефана чел Маре, 79; архитекторы С. Галаджева, В. Смирнов и В. Александров). Это единственное здание, построенное в советский период в Кишинёве, внесенное в Регистр памятников истории и культуры национального значения (по предложению Академии Наук Республики Молдова). Изначально в нём работали оперный и драматический театры, объединённые в одну труппу. Театр носил имя А. С. Пушкина. С 1957 года музыкальная часть труппы образовала Молдавский театр оперы и балета и работала в старом здании театра до постройки нового в 1980 году. С 1994 года получил имя классика румынской литературы Михая Эминеску.

#### Кинотеатр «Патрия»

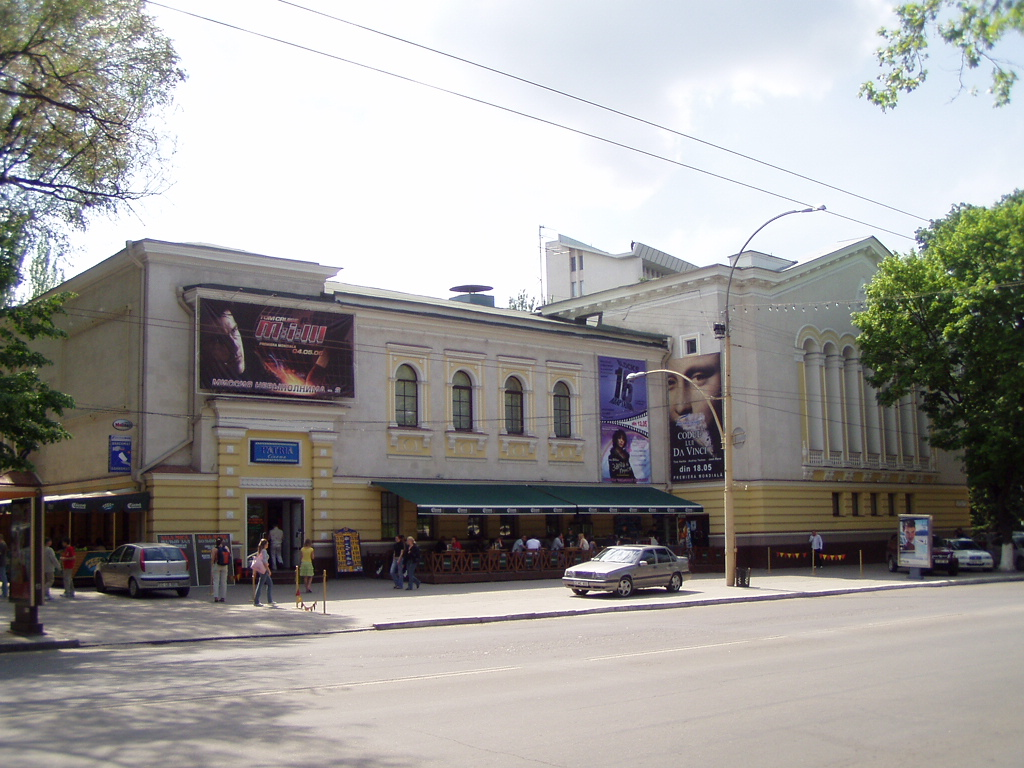
Кинотеатр «Патрия»

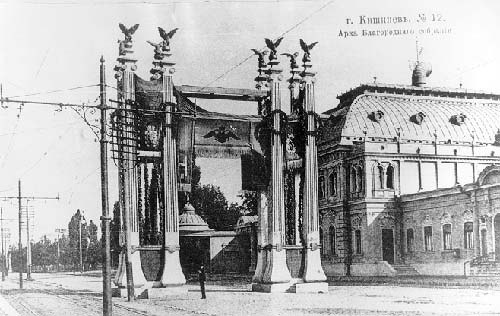
Здание Благородного собрания

На месте нынешнего кинотеатра «Патрия» (проспект Штефана чел Маре, 103) в XIX веке стоял Английский клуб, здание которого сгорело в 1886 году. После пожара городские власти приняли решение возвести на месте клуба дом для дворян. Здание проектировал архитектор Генрих Лонский (Австрия). В 1888 году открылось здание Благородного собрания. Оно было выстроено в классическом стиле с элементами барокко. В 1897 году именно в этом здании состоялся первый в Бессарабии показ кинофильма. Это была съёмка учений Лубенского драгунского полка, который был расквартирован в Кишинёве. Фильмы носили соответствующие названия: «Атака», «Сбор», «К пешему строю готовься!».
Здание Благородного собрания, как и многие дома в Кишинёве, было уничтожено во время Второй мировой войны. После войны недалеко от разрушенного здания открылся деревянный кинотеатр, на его месте сейчас располагаются несколько кафе. В 1952 году открывается новый кинотеатр «Патрия». В 1999 году старое здание было реконструировано и превращено в современный двухзальный кинотеатр, оснащённый новейшей кинопроекционной аппаратурой и звуковой системой Dolby Digital Surround EX. В 2010 году в Большом зале кинотеатра было установлено самое современное оборудование для 3D-проекции XpanD, для просмотра подобных фильмов используются специальные 3D-очки (так называемые «активные») с жидкокристаллическими окулярами. В кинотеатре есть также два современных бара.

### Вернисаж
На проспекте Штефана чел Маре, в сквере между Национальным Театром имени Михая Эминеску, Органным залом и центральным офисом Mobiasbanca (прежде это было здание Офицерского собрания, позже переделанное в гостиницу «Молдова») находится художественная уличная выставка-продажа картин, изделий народных промыслов и сувениров. Вернисаж работает в любое время года.

### Парки

#### Парк Штефан чел Маре

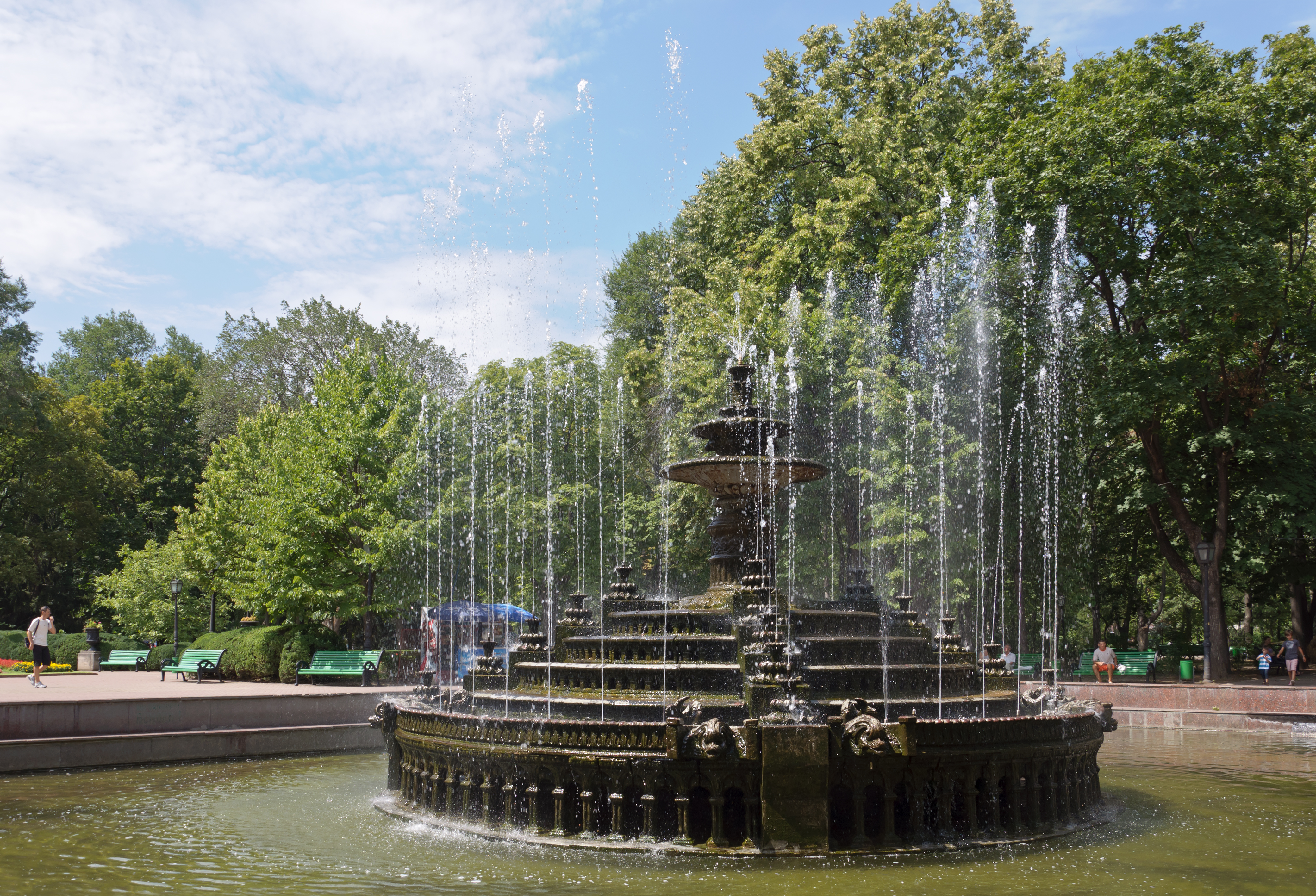
Парк «Штефан чел Маре»

Парк находится в самом центре города. Был разбит ещё в 1818 году по инициативе супруги губернатора Бессарабии Алексея Бахметева. Изначально не имел названия и назывался просто «Городской сад», хотя горожане неофициально называли парк Александровским. В шестидесятых годах XIX века был обнесён чугунной оградой. В 1885 году в центре парка на гранитной колонне установлен бронзовый бюст великого русского поэта Александра Пушкина (скульптор Александр Опекушин). Именно возле этого парка стоял разрушенный румынами памятник императору Александру I, а позже на его месте был поставлен памятник Стефану Великому. В советское время парк носил название «Парк имени А. С. Пушкина», после распада СССР получил имя «Парк Штефан чел Маре» (хотя кишинёвцы до сих пор называют парк «Пушкинским»). В парке четыре фонтана, к одному из них, центральному, сходятся лучами все его аллеи. Площадь парка — семь гектаров.

#### Сквер Кафедрального Собора

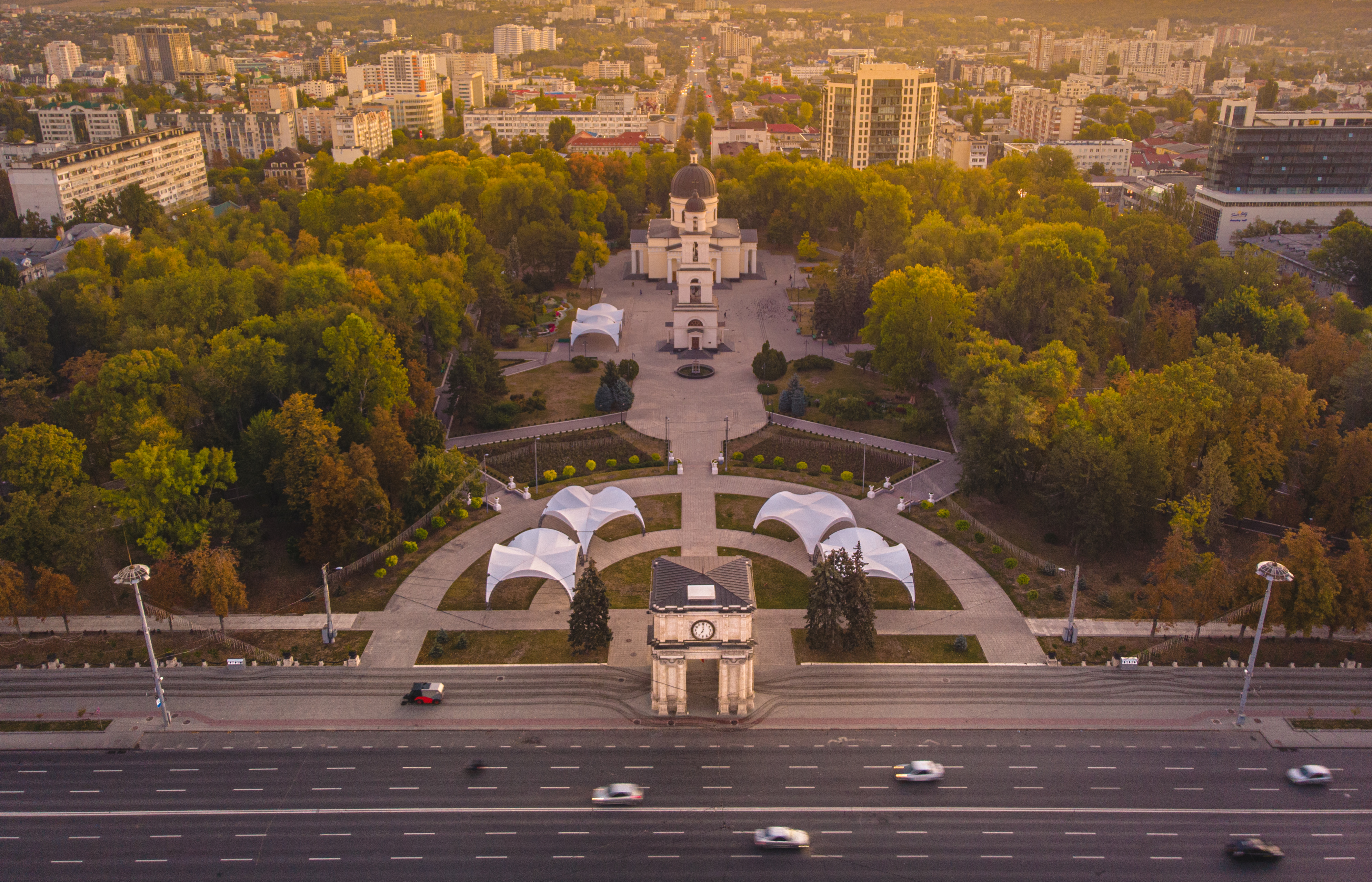
Сквер Кафедрального Собора

Расположен напротив Здания правительства Республики Молдова, за Триумфальной аркой. В центре сквера находится Кафедральный собор. Был заложен в 1836 году. Площадь сквера — 9 гектаров. Сквер имеет восемь входов, от которых прямые дорожки сходятся к Кафедральному Собору. В настоящее время сквер Кафедрального Собора является излюбленным местом для пользователей сети Интернет, так как в парке есть покрытие бесплатной беспроводной сети WiFi.

## Транспорт

### Запрет на движение маршрутных такси на проспекте
В 2006 году движение маршрутных такси по проспекту Штефана чел Маре было запрещено. Все маршруты были переведены на соседние улицы. По инициативе примара Кишинёва Дорина Киртоакэ планировалось возвращение маршрутных такси на проспект Штефана чел Маре. В связи с решением муниципального совета Кишинёва, маршрутные такси исчезнут с улиц города с 1 января 2024 года.

### Трамвай
История трамвайного движения по проспекту Штефана чел Маре насчитывает около 62 лет. В апреле 1888 года Кишинёвская городская дума приняла решение о строительстве конно-железной дороги. Дума заключила договор с кишинёвскими частными предпринимателями об устройстве и эксплуатации конки на 42 года. В течение года на Александровской улице и, частично, на других центральных улицах города была построена конно-железная линия длиной шесть вёрст. В 1913 году трамвайная сеть города был электрифицирована. В 1948 году трамвайные пути были построены на параллельной Александровской (тогда уже называвшейся улицей Ленина) улице Фрунзе (в настоящее время улица Колумна). С 1951 года трамвай был снят с центральной улицы города Кишинёва, где ещё в 1949 году был пущен первый в городе троллейбусный маршрут.